# Autoroute 40 (Québec)
L’autoroute 40 (A-40 ou Autoroute Félix-Leclerc ou Autoroute Métropolitaine dans sa partie montréalaise) est une autoroute du Québec et en partie une section de la Route transcanadienne. Elle dessert les régions de la Montérégie, de Montréal, de Lanaudière, de la Mauricie et de la Capitale-Nationale. Elle est une des deux autoroutes qui relient les deux principales agglomérations urbaines de la province, Montréal et Québec, ce qui en fait l'un des principaux liens routiers du Québec. Elle fait cette liaison par la rive nord du fleuve Saint-Laurent alors que l'autre, l'A-20, le fait par la rive sud. Il s'agit de la deuxième plus longue autoroute du Québec avec 345 kilomètres.
Son extrémité ouest se situe à la frontière Québec-Ontario à Pointe-Fortune, où elle prolonge l'Autoroute 417 en provenance d'Ottawa. Son extrémité est se situe à Boischatel, à l'est de Québec, où elle rejoint la route 138. Elle est accompagnée tout au long de son trajet par deux routes de desserte locale qui peuvent aussi lui servir lors de fermeture importante, soit la route 342 dans la région du Suroît et la route 138 entre Montréal et Québec.

## Description
L'A-40 porte deux noms, l'autoroute Félix-Leclerc sur la majorité de sa longueur, soit 325 kilomètres, et l'autoroute Métropolitaine, sur 21 kilomètres, dans la région montréalaise. Elle est la seule autoroute à traverser d'ouest en est l'Île de Montréal et elle est également la seule à passer à l'intérieur des limites territoriales de la capitale et de la métropole québécoise. L'A-40 fait également partie de la route transcanadienne sur 87 kilomètres, entre la frontière Québec-Ontario et l'A-25 à Montréal.

### Autoroute Félix-Leclerc
La section de l'autoroute comprise entre la frontière Québec-Ontario à Pointe-Fortune et l'autoroute Décarie à Montréal (kilomètre 0 à 66) est nommée depuis 1997 l’Autoroute Félix-Leclerc en l'honneur de Félix Leclerc, un célèbre artiste québécois. Elle était auparavant nommée Autoroute Transcanadienne.
L'Autoroute Félix-Leclerc débute à la frontière Québec-Ontario à Pointe-Fortune non loin de Rigaud comme prolongement de l'Autoroute 417 en provenance d'Ottawa. De là, elle s'étire vers le sud-est sur 32 kilomètres jusqu'à Vaudreuil-Dorion et ce, en longeant la rive sud de la rivière des Outaouais. Au kilomètre 32, à la jonction avec l'A-30 (anciennement A-540), elle bifurque vers l'est avant de traverser le lac des Deux Montagnes sur le pont de l'Île-aux-Tourtes pour rejoindre l'Île de Montréal. Sur l'île, elle passe au nord de l'Aéroport Pierre-Elliott-Trudeau de Montréal, rencontre coup sur coup l'A-13, l'A-520 et l'A-15 (Autoroute Décarie). Au-delà de cette dernière, l'A-40 devient l’Autoroute Métropolitaine.
La section entre la frontière et Vaudreuil-Dorion comporte 2 voies dans chaque direction. À l'est de Vaudreuil-Dorion jusqu'à son extrémité est, elle comporte généralement 3 voies dans chaque direction. De plus, entre les kilomètres 49 et 64, l'A-40 possède une voie de service dans chaque direction, nommée Route Transcanadienne. Au kilomètre 64, la voie de service devient le chemin de la Côte-de-Liesse. À partir de ce même endroit et jusqu'à sa fin, l'autoroute est surélevée, c'est-à-dire qu'elle passe sur un viaduc. La limite de vitesse maximale passe de 100 km/h à 70 km/h.

### Autoroute Métropolitaine
À Montréal, la section de l'A-40 comprise entre l'échangeur Décarie et le pont Charles-De Gaulle (des sorties 66 à 87) est appelée Autoroute Métropolitaine. Sur ses quatre premiers kilomètres, elle forme un multiplex avec l'A-15, entre l'Autoroute Décarie et l'Autoroute des Laurentides. Au kilomètre 73, elle croise l'extrémité sud de l'Autoroute 19 et l'Avenue Papineau, qui est à cet endroit un boulevard urbain. Sept kilomètres plus à l'est, au kilomètre 80, elle rencontre l'Autoroute 25. C'est à cette jonction que la route Transcanadienne se sépare de l'A-40. La Métropolitaine se termine dans l'est de Montréal au pont Charles-De Gaulle. L'A-40 se poursuit vers l'est, en direction de Repentigny, Trois-Rivières et Québec sous le nom d'Autoroute Félix-Leclerc. Sa section la plus achalandée est à la hauteur de la sortie 68 pour la rue Stinson avec un débit journalier moyen annuel (DJMA) de 199 000 véhicules en 2018, ce qui en fait l'autoroute la plus achalandée au Québec.

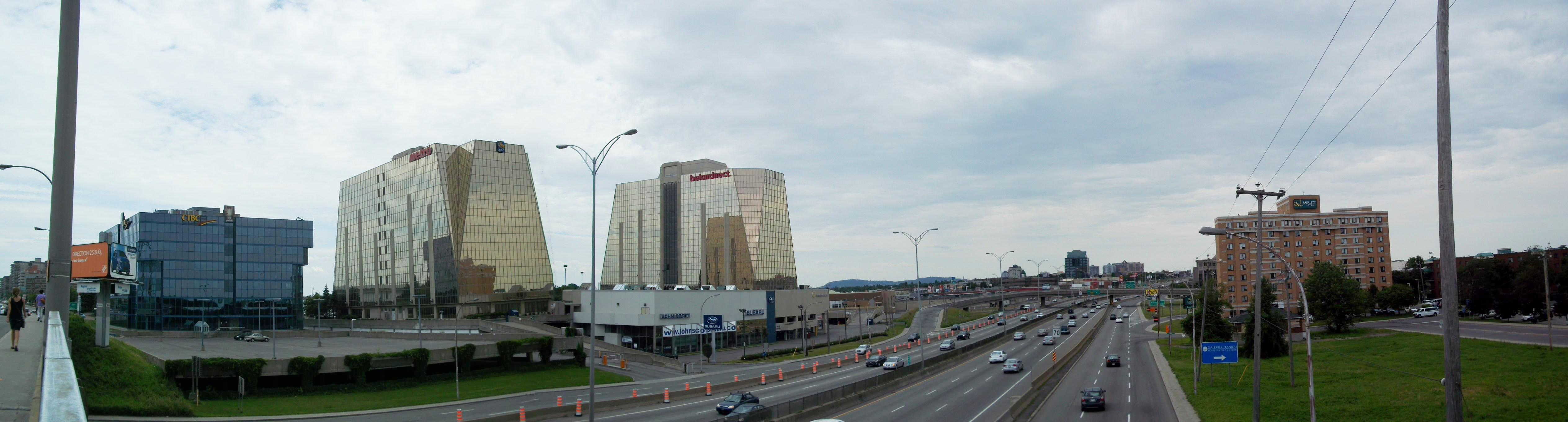
L'autoroute 40 à Montréal vue du boulevard Les Galeries-d'Anjou. On aperçoit le mont Royal à l'horizon.

### Autoroute Félix-Leclerc (suite)

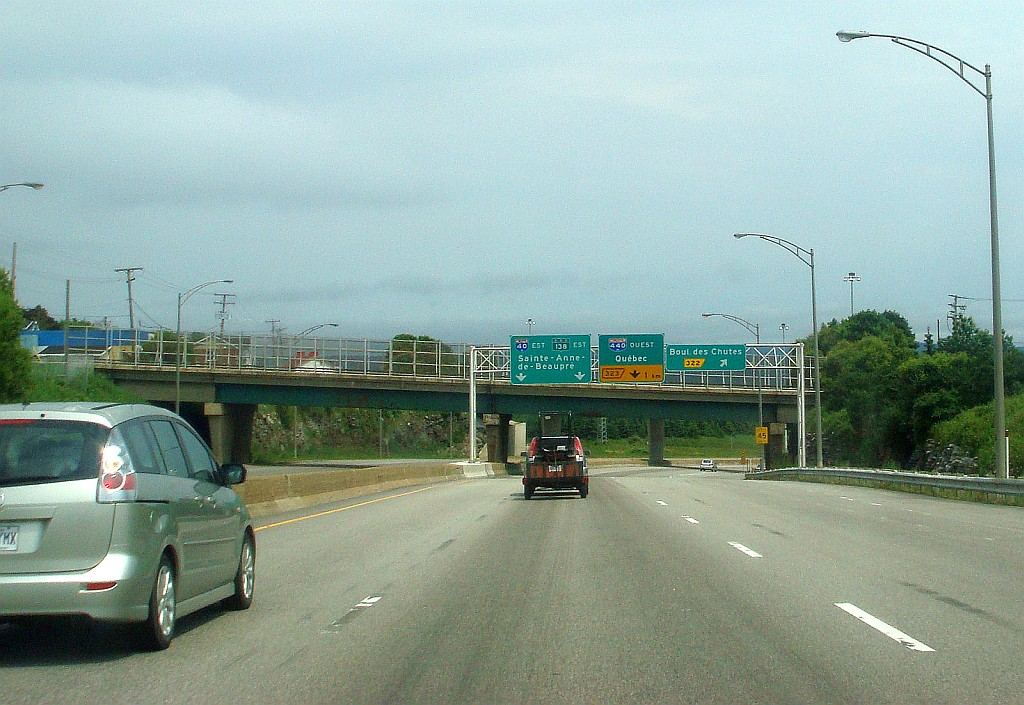
Autoroute 40 est aux environs du kilomètre 322 proche de la ville de Québec

La seconde section de l'autoroute Félix-Leclerc débute 21 kilomètres à l'est de la fin de la première section, au kilomètre 87, à la jonction avec le boulevard Henri-Bourassa. Elle quitte ensuite l'Île de Montréal en traversant la rivière des Prairies via le pont Charles-De Gaulle entre les kilomètres 92 et 94. Elle croise ensuite l'extrémité est de l'A-640 avant de traverser la rivière L'Assomption sur le pont Benjamin-Moreau. Du kilomètre 98 au kilomètre 102 et du kilomètre 108 au kilomètre 112, il y a une voie de service dans chaque direction. Au kilomètre 118, il y a une aire de service située au centre de l'autoroute, entre les deux chaussées. Quatre kilomètres à l'est, elle croise l'A-31. Elle continue vers l'est en longeant le lac Saint-Pierre et atteint l'A-55 à Trois-Rivières au kilomètre 196. À cet endroit, l'A-40 forme un multiplex de quatre kilomètres avec l'A-55 dans le corridor nord-sud de cette dernière. À la sortie 197, l'A-40 se sépare de l'A-55 et se dirige vers l'est. Elle traverse le centre-ville de Trois-Rivières et la rivière Saint-Maurice via le pont Radisson en direction de Québec.
Elle entre dans les limites territoriales de la capitale québécoise aux environs du kilomètre 300. Au kilomètre 305, elle croise l'A-540. Au kilomètre 307, elle rencontre l'Autoroute Henri-IV (A-73) et son prolongement devient l'A-440. Par contre, l'A-40 se continue en formant un multiplex avec l'A-73 dans le corridor nord-sud de cette dernière. Trois kilomètres au nord, l'A-40 reprend son corridor est-ouest à une jonction avec les autoroutes 73 et 573. Par contre, le multiplex avec l'autoroute 73 se poursuit vers l'est, mais cette fois dans l'axe de l'A-40. Au kilomètre 310, elle croise l'A-740. Trois kilomètres à l'est, elle croise l'Autoroute Laurentienne (A-73 et A-973) où le multiplex avec l'A-73 se termine. Elle poursuit son chemin vers l'est et fusionne avec l'extrémité est de l'A-440 au kilomètre 323. L'extrémité est de l'A-40 se situe trois kilomètres à l'est. Elle devient alors la route 138.
Sur la totalité de sa longueur, cette seconde section de l'autoroute Félix-Leclerc est parallèle au fleuve Saint-Laurent et à la route 138.

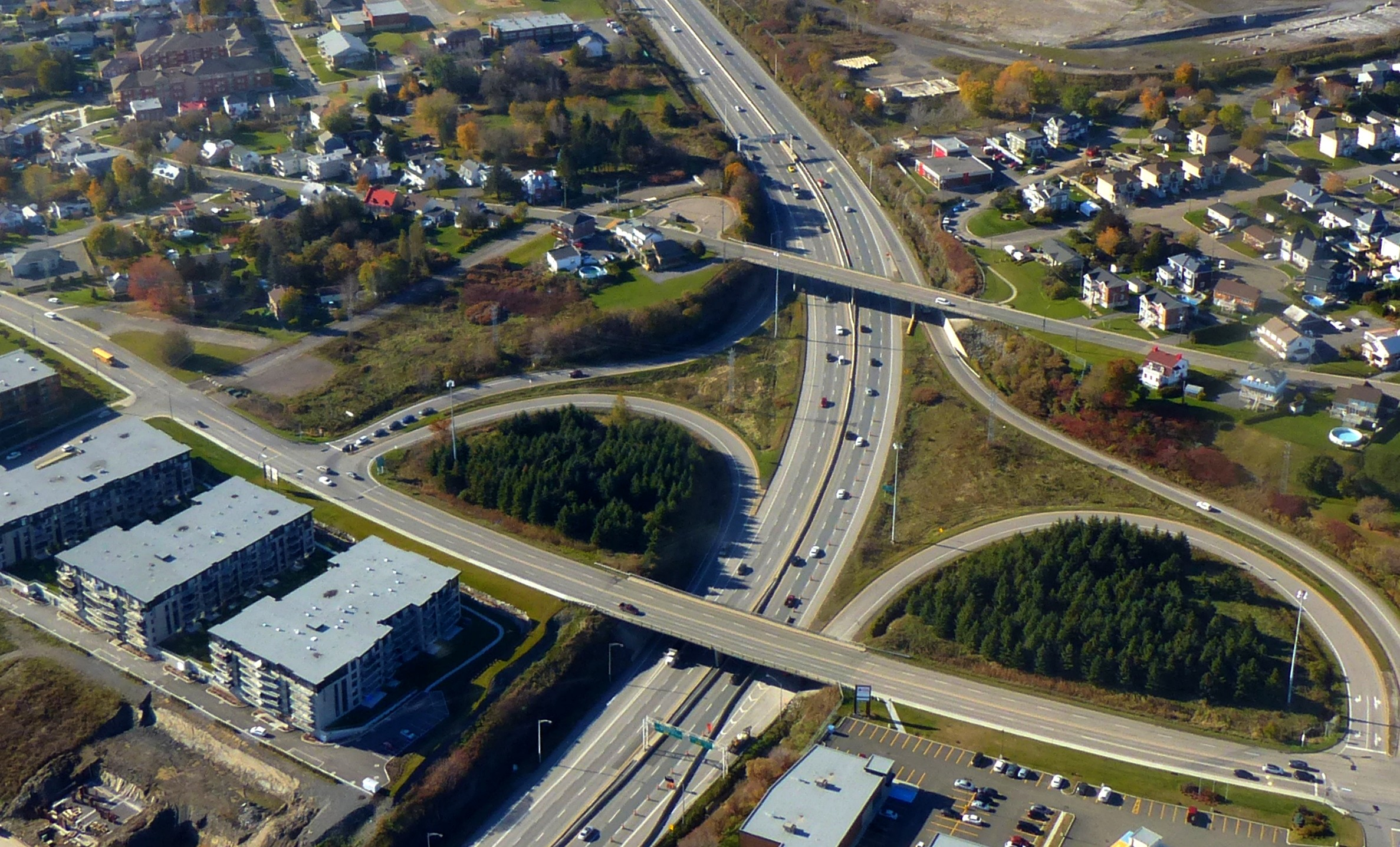
Viaduc du boulevard des Chutes, à Québec

Anciennement, avant 1997, cette section de l'autoroute avait quatre différentes appellations, l'autoroute de la Rive-Nord entre Montréal et Saint-Augustin-de-Desmaures (km 87 à 196, 209 à 296) à l'exception d'un tronçon à Trois-Rivières qui était nommée l'autoroute de Francheville (voir A-755) (km 196 à 207). Entre Saint-Augustin-de-Desmaures et l'A-73 à Québec (km 296 à 307) elle se nommait autoroute Charest (voir A-440). Finalement, de la jonction des autoroutes 73 et 573 à son extrémité est à Boischatel, elle était identifiée comme l’autoroute de la Capitale. Sa section la plus achalandée est entre la route 358 et l'Autoroute Laurentienne à Québec avec un débit journalier moyen annuel (DJMA) de 155 000 véhicules en 2018.

## Historique
L'A-40 est la deuxième plus vieille autoroute du Québec, après l'Autoroute des Laurentides. Le premier tronçon de l'Autoroute Métropolitaine, les kilomètres 66 à 76, de l'Autoroute Décarie actuelle au boulevard Pie-IX, furent ouverts à la circulation en 1959. L'idée de construire un boulevard métropolitain pour éviter le centre-ville de Montréal remonte à 1929. Il fallut attendre 1952 avant de commencer les travaux et lancer la phase d'expropriation qui se termina en 1956. Lors de la conception, la possibilité de construire l'autoroute en tranchée, sous le niveau du sol, comme l'Autoroute Décarie, fut étudiée. Cette option fut écartée, car il aurait fallu grandement modifier le réseau d'égout et d'aqueduc de Montréal, celui-ci ayant une structure nord-sud. Il fut donc décidé de surélever l'autoroute pour faciliter son intégration avec le réseau local. La Métropolitaine n'a pas été conçue pour être une portion de la Transcanadienne et encore moins pour être le principal axe routier est-ouest de l'île de Montréal, elle était un moyen de désengorger le réseau routier. À peine un an après son inauguration, elle est déjà saturée aux heures de pointe, avec un débit de 8 300 véhicules à l'heure. Il est alors suggéré de ceinturer Montréal de voies rapides,.
En 1960, l'échangeur Décarie fut mis en service, pour relier l'autoroute du même nom à la Métropolitaine. En 1961, il fut décidé d'incorporer l'Autoroute Métropolitaine à la route Transcanadienne, ce qui accéléra sa prolongation grâce à la participation financière du gouvernement fédéral. En 1963, l'A-40 fut prolongée vers l'ouest sur 16 kilomètres atteignant le boulevard des Sources. Et puis, en 1966, une section de 50 kilomètres entre la frontière Québec-Ontario à Pointe-Fortune et le boulevard des Sources fut mise en service. Cette section fut construite en partie sur le corridor de l'ancienne route 17 (actuelle route 342). La même année, l'Autoroute Métropolitaine fut prolongée vers l'est de 2 kilomètres jusqu'au boulevard Langelier. Finalement, en 1969, 10 ans après sa mise en service, les 80 kilomètres de la section transcanadienne de l'autoroute 40 furent complétés, reliant ainsi la frontière à l'A‑25.
Au début des années 1960, des études de faisabilité furent entreprises pour établir un lien autoroutier Montréal-Québec sur la rive nord et ce, parallèlement à la route 2 (actuelle route 138),,,. La construction du premier tronçon de l'Autoroute de la Rive Nord, sur une distance de 53 kilomètres entre le boulevard Henri-Bourassa à Montréal et la route 41 (actuelle route 158) à Berthierville s'échelonna sur 3 ans, de 1965 à 1967. En 1968, 7 kilomètres s'ajoutèrent, entre Berthierville et Saint-Cuthbert,. Cette section de l'A-40, les kilomètres 87 à 151, était une autoroute à péage sous l'autorité de l'Office des Autoroutes du Québec jusqu'en 1985. Il y avait trois postes de péage; à Charlemagne non loin de l'échangeur avec l'A-640, à Lavaltrie à l'échangeur avec l'A-31 et à Berthierville. En 1971, les sept derniers kilomètres de l'autoroute Métropolitaine furent complétés, liant ainsi l'autoroute Métropolitaine à l'autoroute de la Rive Nord.
Dans la région de Québec, les travaux de construction de la future autoroute 40 commencèrent à la fin des années 1960. Un tronçon de 1 kilomètre ouvrit en 1970, suivi de deux tronçons de 3 et 5 kilomètres en 1971, portant la longueur de l'autoroute de la Capitale à 9 kilomètres, des sorties 312 à 321. Un an plus tard, en 1972, l'autoroute de la Capitale fut prolongée de 5 kilomètres vers l'ouest et ainsi raccordée à l'A-73. Vers l'est, l'Autoroute de la Capitale fut prolongée en 1974 et en 1976 sur 2 et 3 kilomètres, portant ainsi sa longueur à 17 kilomètres, des sorties 307 à 326.
En 1962, un premier tronçon à l'ouest de l'A-73 fut mis en service, des kilomètres 305 à 307 puis, en 1972, un deuxième tronçon à l'ouest de l'A-540 fut mis en service, des kilomètres 298 à 305. Cette section a été construite en doublant la chaussée du boulevard Charest, ouvert en 1962. Celui-ci était jusqu'aux années 1990 une section de l'A-440, ce tronçon avait également été nommé Autoroute Charest en 1981. L'année suivante, l'autoroute fut prolongée jusqu'à la sortie 281. Ce nouveau tronçon était nommé Autoroute de la Rive-Nord. En 1976, l'A-40 fut prolongée jusqu'à Donnacona, au kilomètre 274.
Dans la région de Trois-Rivières, les travaux débutèrent au début des années 1970. En 1974, l'A-755 fut inaugurée sur une longueur de 6 kilomètres. Cette autoroute fut, dans les années 1990 incorporée à l'A-40 et devint les kilomètres 197 à 203. À l'ouest de Trois-Rivières, un tronçon de 9 kilomètres de l'Autoroute de la Rive-Nord fut ouvert à la circulation en 1975. Finalement, en 1979, la liaison de Montréal-Trois-Rivières fut complétée grâce à la mise en service d'une section de 36 kilomètres, entre Saint-Cuthbert et Trois-Rivières.
L'A-755 fut prolongée de 4 kilomètres vers l'est en 1983, ce qui allait devenir les kilomètres 203 à 207. En 1984, l'Autoroute de la Rive-Nord fut prolongée de Trois-Rivières vers l'est sur 13 kilomètres et de Donnacona vers l'ouest sur 20 kilomètres. En 1985, soit plus de 20 ans après les études initiales, la liaison Québec-Montréal sur la rive nord fut complétée, avec l'ajout d'un tronçon de 43 kilomètres entre Trois-Rivières et Québec. L'A-40 atteint ainsi sa longueur actuelle de 346 kilomètres.
Deux sections de l'A-40 initialement prévues ne sont pas construites à ce jour, et c'est pour cette raison que les numéros de sortie ne reflètent pas exactement la longueur de l'autoroute. Selon les plans originaux, l'A-40 devait éviter le centre-ville de Trois-Rivières. C'est pour cette raison que l'A-40 chevauche l'A-55 sur environ 4 km dans un axe nord-sud au kilomètre 196. À l'origine, l'A-40 devait continuer vers l'est à la hauteur de l'A-55 (au lieu d'emprunter celle-ci); c'est pour cette raison que l'échangeur 40 / 55 était jusqu'en 2009 en forme de trèfle partiel et qu'il était inadapté à la quantité de véhicules qui l'empruntait. On peut d'ailleurs voir sur les photos satellites actuelles que la chaussée continue sur environ 500 mètres à l'est de l'échangeur. Par la suite, l'A-40 aurait traversé la rivière Saint-Maurice et rejoint l'A-40 actuelle à la hauteur de "la courbe" (km 207, Route Courteau). À cet endroit, la géométrie de la route (la fameuse courbe) permet de constater que l'autoroute ne suit pas le tracé original. La section de l'A-40 entre l'A‑55 et cette courbe (km 197 à 207) aurait été l'A-755 (Autoroute de Francheville). Elle portait d'ailleurs ce numéro lors de son inauguration.
La seconde section non construite est à l'ouest de la ville de Québec. À la hauteur du kilomètre 296, l'autoroute bifurque vers le sud sur quelques kilomètres pour rejoindre l'A-440 à la hauteur de l'A-73. Cette section, des kilomètres 296 à 307, a d'ailleurs déjà été numérotée A-440. C'est pour cette raison que les numéros de sortie débutent à 12 sur cette dernière. L'autoroute 40 devait passer juste au sud de l'aéroport et rejoindre son tracé actuel au niveau de l'échangeur 40 / 73 / 573. Cet échangeur, tout comme celui de la sortie 296, est construit en conséquence. L'A-40 n'emprunterait donc pas le corridor de l'A-73.
Actuellement, il n'existe aucun plan pour construire les deux sections manquantes. Par contre, les terrains ont été conservés à cet effet en prévision d'une éventuelle construction, lorsque le volume de circulation l'imposera.
| Kilomètre                  | Année      | Notes                                                                           |
| -------------------------- | ---------- | ------------------------------------------------------------------------------- |
| 1 à 50                     | 1966-12-17 | De la frontière au boulevard Saint-Charles                                      |
| 50 à 66                    | 1963       | Boulevard Saint-Charles à Autoroute 15 (Autoroute Décarie)                      |
| 66                         | 1960       | Échangeur Décarie                                                               |
| 66 à 76                    | 1959       | Autoroute 15 (Autoroute Décarie) à Route 125 (boulevard Pie-IX)                 |
| 76 à 78                    | 1966       | Route 125 (boulevard Pie-IX) au boulevard Langelier                             |
| 78 à 80                    | 1969       | Du boulevard Langelier à Autoroute 25 (Autoroute Louis-Hippolyte-Lafontaine)    |
| 80 à 87                    | 1971       | Autoroute 25 (Autoroute Louis-Hippolyte-Lafontaine) au boulevard Henri-Bourassa |
| 87 à 144                   | 1967       | Du boulevard Henri-Bourassa à Route 158 à Berthierville                         |
| 144 à 151                  | 1968-08-30 | De Route 158 à Berthierville à Route 138 à Saint-Cuthbert                       |
| 151 à 187                  | 1979       | à Saint-Cuthbert à Route 138 à Trois-Rivières (Pointe-du-Lac)                   |
| 187 à 196                  | 1975       | Route 138 à Trois-Rivières (Pointe-du-Lac) à Autoroute 55                       |
| Chevauchement Autoroute 55 |            |                                                                                 |
| 197 à 203                  | 1974       | Autoroute 55 à Route 157, incluant le pont Radisson                             |
| 203 à 207                  | 1983       | Route 157 à Route Courteau                                                      |
| 207 à 220                  | 1984       | Route Courteau à Route 359 à Champlain                                          |
| 220 à 254                  | 1985       | Route 359 à Route 363 à Deschambault-Grondines                                  |
| 254 à 274                  | 1984       | Route 363 à Donnacona                                                           |
| 274 à 281                  | 1976       | De Donnacona à Route 365 à Neuville                                             |
| 281 à 298                  | 1975       | Route 365 à Route 138 à Saint-Augustin-de-Desmaures                             |
| 298 à 305                  | 1972       | Route 138 à Autoroute 540                                                       |
| 305 à 307                  | 1962       | Autoroute 540 à Autoroute 73 / Autoroute 440                                    |
| Chevauchement Autoroute 73 |            |                                                                                 |
| 307 à 312                  | 1972       | Autoroute 73 / Autoroute 573 à Route 358 (Boulevard Pierre-Bertrand)            |
| 312 à 315                  | 1971       | Route 358 à la 1re Avenue                                                       |
| 315 à 316                  | 1970       | De la 1re Avenue au boulevard Henri-Bourassa (Qc)                               |
| 316 à 321                  | 1971       | Du boulevard Henri-Bourassa (Qc) à la rue Labelle                               |
| 321 à 323                  | 1974       | De la rue Labelle à Autoroute 440                                               |
| 323 à 326                  | 1976       | Autoroute 440 à Route 138                                                       |

## Liste des sorties
| MRC                                                             | Municipalité                        | km                  | Sortie | Destinations | Notes |
| --------------------------------------------------------------- | ----------------------------------- | ------------------- | --- | --- | --- |
| Vaudreuil-Soulanges                                             | Pointe-Fortune                      | 0,00                | — | Autoroute 417 ouest – Ottawa                                                                                      | Continue en Ontario |
| Vaudreuil-Soulanges                                             | Pointe-Fortune                      | 0,00                | 1 | R-342 est – Pointe-Fortune                                                                                        | |
| Vaudreuil-Soulanges                                             | Limite Pointe-Fortune–Rigaud        | 2,70                | 2 | Montée Wilson – Pointe-Fortune                                                                                    | |
| Vaudreuil-Soulanges                                             | Rigaud                              | 6,20                | 6 | Montée de la Baie-Saint-Thomas                                                                                    | |
| Vaudreuil-Soulanges                                             | Rigaud                              | 9,40                | 9 | R-342 – Rigaud | |
| Vaudreuil-Soulanges                                             | Rigaud                              | 11,80               | 12 | R-342 – Rigaud | |
| Vaudreuil-Soulanges                                             | Rigaud                              | 16,90               | 17 | R-201 (Montée Lavigne) – Salaberry-de-Valleyfield                                                                 | |
| Vaudreuil-Soulanges                                             | Saint-Lazare                        | 22,00               | 22 | Côte Saint-Charles – Hudson, Saint-Lazare                                                                         | |
| Vaudreuil-Soulanges                                             | Vaudreuil-Dorion                    | 26,50               | 26 | R-342 – Hudson, Saint-Lazare                                                                                      | Hudson indiqué en direction ouest seulement |
| Vaudreuil-Soulanges                                             | Vaudreuil-Dorion                    | 27,50               | 28 | R-342 – Hudson | Sortie direction ouest, entrée direction est |
| Vaudreuil-Soulanges                                             | Vaudreuil-Dorion                    | 32,60               | 32 | A-30 est vers A-20 / Autoroute 401 – Sorel-Tracy, Toronto                                                         | Sortie 1 de l'A-30; ancienne A-540 |
| Vaudreuil-Soulanges                                             | Vaudreuil-Dorion                    | 34,70               | 35 | Avenue Saint-Charles – Vaudreuil-Dorion, Vaudreuil-sur-le-Lac                                                     | |
| Vaudreuil-Soulanges                                             | Vaudreuil-Dorion                    | 36,60               | 36 | Chemin Dumberry / Chemin des Chenaux                                                                              | Sortie direction ouest, entrée direction est |
| Lac des Deux Montagnes                                          | Lac des Deux Montagnes              | 38,40–40,30         | Pont de l'Île-aux-Tourtes                                                                                         | Pont de l'Île-aux-Tourtes                                                                                         | Pont de l'Île-aux-Tourtes |
| Montréal                                                        | Senneville                          | 40,30               | 40 | Chemin de Senneville                                                                                              | Sortie direction ouest, entrée direction est |
| Montréal                                                        | Sainte-Anne-de-Bellevue             | 42,00               | 41 | Boulevard des Anciens-Combattants – Sainte-Anne-de-Bellevue, L'Île-Perrot                                         | L'Île-Perrot indiqué en direction ouest seulement |
| Montréal                                                        | Sainte-Anne-de-Bellevue             | 44,70               | 44 | Boulevard Morgan                                                                                                  | |
| Montréal                                                        | Kirkland                            | 47,80               | 49 | Chemin Sainte-Marie                                                                                               | |
| Montréal                                                        | Kirkland                            | 50,00               | 50 | Boulevard Saint-Charles                                                                                           | |
| Montréal                                                        | Pointe-Claire                       | 52,90               | 52 | Boulevard Saint-Jean                                                                                              | |
| Montréal                                                        | Limite Pointe-Claire–Dorval         | 56,00               | 55 | Boulevard des Sources                                                                                             | |
| Montréal                                                        | Limite Dollard-des-Ormeaux–Montréal | 57,60               | 58 | Boulevard Hymus, Boulevard Alfred-Nobel, Boulevard Henri-Bourassa                                                 | Sortie direction est |
| Montréal                                                        | Montréal                            | 60,00               | 60 | A-13 – Lachine, Montréal (Centre-ville), Laval, Boulevard Alfred-Nobel, Aéroport P.E. Trudeau, Aéroport Mirabel   | Montréal (Centre-ville) indiqué en direction est, Boulevard Alfred-Nobel indiqué en direction ouest |
| Montréal                                                        | Montréal                            | 61,70               | 62 | Boulevard de la Côte-Vertu                                                                                        | |
| Montréal                                                        | Montréal                            | 63,10               | 62 | Boulevard de la Côte-Vertu, Boulevard Henri-Bourassa, Boulevard Hymus                                             | Sortie direction ouest |
| Montréal                                                        | Montréal                            | 63,90               | 64 | Boulevard Cavendish                                                                                               | |
| Montréal                                                        | Montréal                            | 65,30               | 65 | A-520 ouest (Autoroute de la Côte-de-Liesse) – Aéroport P.E. Trudeau                                              | |
| Montréal                                                        | Montréal                            | 65,30               | 65 | R-117 nord (Boulevard Marcel-Laurin)                                                                              | Sortie direction est |
| Montréal                                                        | Limite Montréal–Mont-Royal          | 66,40               | 66 | A-15 sud (Autoroute Décarie) – Montréal (Centre-ville), Pont Samuel-De Champlain                                  | Terminus ouest du multiplex avec l'A-15; échangeur Décarie; sortie 70 de l'A-15 |
| Montréal                                                        | Limite Montréal–Mont-Royal          | 67,10               | Terminus ouest de l'Autoroute Métropolitaine                                                                      | Terminus ouest de l'Autoroute Métropolitaine                                                                      | Terminus ouest de l'Autoroute Métropolitaine |
| Montréal                                                        | Limite Montréal–Mont-Royal          | 68,10               | 68 | Rue Stinson, Chemin Rockland, Boulevard de l'Acadie                                                               | Sortie direction est |
| Montréal                                                        | Limite Montréal–Mont-Royal          | 69,20–70,00         | 70 | A-15 nord (Autoroute des Laurentides) – Laval, Aéroport Mirabel                                                   | Terminus est du multiplex avec l'A-15; sortie 1 de l'A-15 |
| Montréal                                                        | Limite Montréal–Mont-Royal          | 69,20–70,00         | 70 | R-117 nord (Boulevard Marcel-Laurin) / Chemin Rockland                                                            | Sortie direction ouest |
| Montréal                                                        | Limite Montréal–Mont-Royal          | 69,20–70,00         | 71 | R-335 (Rue Saint-Denis) / Boulevard Saint-Laurent                                                                 | Sortie direction est |
| Montréal                                                        | Montréal                            | 71,10               | 71 | Boulevard Saint-Laurent, Boulevard de l'Acadie                                                                    | Sortie direction ouest |
| Montréal                                                        | Montréal                            | 72,40               | 73 | Vers A-19 nord / Rue Saint-Hubert, Avenue Christophe-Colomb, Avenue Papineau                                      | Sortie direction est |
| Montréal                                                        | Montréal                            | 73,40               | 73 | R-335 (Rue Saint-Denis) / Rue Saint-Hubert, Avenue Christophe-Colomb                                              | Sortie direction ouest |
| Montréal                                                        | Montréal                            | 74,20               | 74 | Rue d'Iberville                                                                                                   | Sortie direction est |
| Montréal                                                        | Montréal                            | 75,10               | 75 | Boulevard Saint-Michel                                                                                            | |
| Montréal                                                        | Montréal                            | 75,10               | 75 | Vers A-19 nord / Avenue Papineau                                                                                  | Sortie direction ouest |
| Montréal                                                        | Montréal                            | 75,70               | 76 | R-125 (Boulevard Pie-IX) / Boulevard Viau                                                                         | Sortie direction est |
| Montréal                                                        | Montréal                            | 77,10               | 77 | Boulevard Lacordaire                                                                                              | Sortie direction ouest |
| Montréal                                                        | Montréal                            | 78,20               | 76 | R-125 (Boulevard Pie-IX) / Boulevard Lacordaire / Boulevard Viau                                                  | Sortie direction ouest |
| Montréal                                                        | Montréal                            | 79,20               | 78 | Boulevard Langelier, Boulevard des Galeries-d'Anjou                                                               | |
| Montréal                                                        | Montréal                            | 80,30–81,20         | 80 | A-25 vers A-20 – Laval, Tunnel Louis-H.-Lafontaine                                                                | Autoroute transcanadienne bifurque vers l'A-25 sud; indiqué sortie 80-S (sud) et 80-N (nord); sortie 8 de l'A-25 |
| Montréal                                                        | Montréal                            | 81,70–83,10         | 82 | Boulevard Roi-René / Boulevard Ray-Lawson                                                                         | |
| Montréal                                                        | Montréal-Est                        | 82,90               | 85 | Boulevard Bourget, Avenue Marien, Boulevard Saint-Jean-Baptiste                                                   | Sortie direction est, entrée direction ouest |
| Montréal                                                        | Montréal                            | 87,40               | 85 | Boulevard Saint-Jean-Baptiste, Boulevard du Tricentenaire, Avenue Marien                                          | Sortie direction ouest |
| Montréal                                                        | Montréal                            | 88,90               | 89 | R-138 (Rue Sherbrooke) / Boulevard Henri-Bourassa / Boulevard du Tricentenaire                                    | Boulevard du Tricentenaire indiqué en direction est seulement |
| Montréal                                                        | Montréal                            | 88,90               | Terminus est de l'Autoroute Métropolitaine                                                                        | | |
| Montréal                                                        | Montréal                            | 91,90               | 92 | Boulevard Gouin                                                                                                   | Sortie direction est, entrée direction ouest |
| Rivière des Prairies                                            | Rivière des Prairies                | 92,30–93,30         | Pont Charles-De Gaulle                                                                                            | Pont Charles-De Gaulle                                                                                            | Pont Charles-De Gaulle |
| Les Moulins                                                     | Terrebonne                          | 94,10               | 94 | R-344 (Chemin Saint-Charles) – Terrebonne                                                                         | |
| Limite Les Moulins–L'Assomption                                 | Limite Terrebonne–Charlemagne       | 95,20–96,20         | 96 | A-640 – Charlemagne, Laval, Saint-Eustache, Aéroport Mirabel                                                      | Indiqué sortie 96-E (est) et 96-O (ouest); sortie 52 de l'A-640 |
| L'Assomption                                                    | Repentigny                          | 97,00               | 97 | Boulevard Pierre-Le Gardeur – Charlemagne                                                                         | Sortie direction est, entrée direction ouest |
| L'Assomption                                                    | Repentigny                          | 97,80               | 98 | Boulevard Larochelle / Boulevard Brien – Repentigny                                                               | Sortie direction est; terminus ouest des voies collectrices |
| L'Assomption                                                    | Repentigny                          | 100,00              | 100 | Boulevard Industriel / Rue Valmont                                                                                | Sortie direction est |
| L'Assomption                                                    | Repentigny                          | 102,00              | 100 | Boulevard Industriel / Boulevard Larochelle / Boulevard Brien – Repentigny                                        | Sortie direction ouest; terminus est des voies collectrices |
| L'Assomption                                                    | Repentigny                          | 102,40              | 102 | Rue Valmont | Sortie direction ouest |
| L'Assomption                                                    | L'Assomption                        | 106,10              | 108 | R-341 (Boulevard Louis-Philippe-Picard) – L'Assomption, L'Épiphanie                                               | |
| L'Assomption                                                    | L'Assomption                        | 109,60              | 110 | R-343 – L'Assomption, Saint-Sulpice                                                                               | |
| D'Autray                                                        | Lavaltrie                           | 117,90              | Aire de service de Point-du-Jour (sortie 118)                                                                     | Aire de service de Point-du-Jour (sortie 118)                                                                     | Aire de service de Point-du-Jour (sortie 118) |
| D'Autray                                                        | Lavaltrie                           | 121,70              | 122 | A-31 nord / R-131 – Joliette, Lavaltrie                                                                           | Sortie 1 de l'A-31 |
| D'Autray                                                        | Lanoraie                            | 129,60              | 130 | Saint-Thomas, Lanoraie                                                                                            | |
| D'Autray                                                        | Sainte-Geneviève-de-Berthier        | 140,70              | 141 | Rang Sainte-Philomène                                                                                             | Sortie direction est, entrée direction ouest |
| D'Autray                                                        | Berthierville                       | 143,10              | 144 | R-158 – Berthierville, Saint-Gabriel                                                                              | |
| D'Autray                                                        | Saint-Cuthbert                      | 150,10              | 151 | R-138 – Saint-Cuthbert                                                                                            | |
| D'Autray                                                        | Saint-Barthélémy                    | 155,60              | 155 | Saint-Barthélémy, Maskinongé                                                                                      | Maskinongé indiqué en direction est seulement |
| Maskinongé                                                      | Maskinongé                          | 161,00              | 160 | Rang de la Rivière Sud-Est                                                                                        | |
| Maskinongé                                                      | Maskinongé                          | 163,00              | Aire de service de la Baie-de-Maskinongé (direction est) Aire de repos Concession-de-la-Rivière (direction ouest) | Aire de service de la Baie-de-Maskinongé (direction est) Aire de repos Concession-de-la-Rivière (direction ouest) | Aire de service de la Baie-de-Maskinongé (direction est) Aire de repos Concession-de-la-Rivière (direction ouest) |
| Maskinongé                                                      | Limite Maskinongé–Louiseville       | 167,50              | 166 | Louiseville, Maskinongé                                                                                           | Louiseville indiqué en direction est, Maskinongé indiqué en direction ouest |
| Maskinongé                                                      | Limite Louiseville–Yamachiche       | 175,30              | 174 | R-138 – Louiseville, Yamachiche                                                                                   | Yamachiche indiqué en direction est, Louiseville indiqué en direction ouest |
| Maskinongé                                                      | Yamachiche                          | 180,50              | 180 | R-153 nord – Yamachiche                                                                                           | |
| Trois-Rivières                                                  | Trois-Rivières                      | 188,10              | 187 | R-138 (Rue Notre-Dame O) – Yamachiche                                                                             | Rue Notre-Dame O indiqué en direction est, Yamachiche indiqué en direction ouest |
| Trois-Rivières                                                  | Trois-Rivières                      | 190,30              | 189 | Rang Saint-Charles                                                                                                | |
| Trois-Rivières                                                  | Trois-Rivières                      | 192,60              | 192 | Chemin des Petites-Terres                                                                                         | |
| Trois-Rivières                                                  | Trois-Rivières                      | 197,40              | 196 | A-55 nord vers R-155 / Boulevard des Chenaux – Shawinigan                                                         | Terminus ouest du multiplex avec l'A-55; sortie 186 de l'A-55; les numéros de sortie sont ceux de l'A-55; indiqué sortie 196-N (nord) et 196-S (sud) en direction est et sortie 186 en direction ouest                                                      |
| Trois-Rivières                                                  | Trois-Rivières                      | 197,40              | 186 | A-55 nord vers R-155 / Boulevard des Chenaux – Shawinigan                                                         | Terminus ouest du multiplex avec l'A-55; sortie 186 de l'A-55; les numéros de sortie sont ceux de l'A-55; indiqué sortie 196-N (nord) et 196-S (sud) en direction est et sortie 186 en direction ouest                                                      |
| Trois-Rivières                                                  | Trois-Rivières                      | 199,90              | 183 | Boulevard Jean-XXIII                                                                                              | |
| Trois-Rivières                                                  | Trois-Rivières                      | 200,90              | 182 | A-55 sud – Pont Laviolette, Victoriaville, Drummondville                                                          | Terminus est du multiplex avec l'A-55; sortie 182 de l'A-55; indiqué sortie 197 en direction ouest et sortie 182 en direction ouest |
| Trois-Rivières                                                  | Trois-Rivières                      | 200,90              | 197 | A-55 sud – Pont Laviolette, Victoriaville, Drummondville                                                          | Terminus est du multiplex avec l'A-55; sortie 182 de l'A-55; indiqué sortie 197 en direction ouest et sortie 182 en direction ouest |
| Trois-Rivières                                                  | Trois-Rivières                      | 202,60              | 198 | Boulevard des Récollets                                                                                           | |
| Trois-Rivières                                                  | Trois-Rivières                      | 204,20              | 199 | Trois-Rivières (Centre-ville)                                                                                     | |
| Trois-Rivières                                                  | Trois-Rivières                      | 207,30              | 201 | Boulevard des Chenaux                                                                                             | |
| Trois-Rivières                                                  | Trois-Rivières                      | 207,30–207,70       | Pont Radisson au-dessus de la Rivière Saint-Maurice                                                               | Pont Radisson au-dessus de la Rivière Saint-Maurice                                                               | Pont Radisson au-dessus de la Rivière Saint-Maurice |
| Trois-Rivières                                                  | Trois-Rivières                      | 207,70              | 202 | Boulevard des Estacades                                                                                           | |
| Trois-Rivières                                                  | Trois-Rivières                      | 209,40              | 203 | R-157 (Rue Thibeau) – Notre-Dame-du-Mont-Carmel, Shawinigan                                                       | Indiqué sortie 203-S (sud) et 203-N (nord) en direction est |
| Trois-Rivières                                                  | Trois-Rivières                      | 211,60              | 205 | Rue des Prairies                                                                                                  | |
| Les Chenaux                                                     | Pas d'intersections                 | Pas d'intersections | Pas d'intersections                                                                                               | Pas d'intersections                                                                                               | Pas d'intersections |
| Trois-Rivières                                                  | Trois-Rivières                      | 218,50              | 210 | R-352 nord – Saint-Maurice                                                                                        | |
| Les Chenaux                                                     | Champlain                           | 227,90              | 220 | R-359 – Saint-Luc-de-Vincennes, Saint-Narcisse, Champlain, Shawinigan                                             | Shawinigan indiqué en direction ouest seulement |
| Les Chenaux                                                     | Sainte-Geneviève-de-Batiscan        | 237,20              | 229 | R-361 – Batiscan, Sainte-Geneviève-de-Batiscan, Saint-Stanislas                                                   | Saint-Stanislas indiqué en direction est seulement |
| Les Chenaux                                                     | Sainte-Anne-de-la-Pérade            | 246,50              | 236 | R-159 – Saint-Prosper, Saint-Casimir, Saint-Tite, Sainte-Anne-de-la-Pérade, Saint-Stanislas                       | Saint-Stanislas indiqué en direction ouest seulement |
| Portneuf                                                        | Deschambault-Grondines              | 260,40              | 250 | Grondines, Saint-Casimir, Saint-Ubalde                                                                            | |
| Portneuf                                                        | Deschambault-Grondines              | 265,40              | 254 | R-363 (Route Dussault) – Saint-Marc-des-Carrières, Deschambault, Saint-Alban                                      | Route Dussault indiqué en direction ouest, Deschambault indiqué en direction est |
| Portneuf                                                        | Deschambault-Grondines              | 270,60              | 257 | Route Proulx – Saint-Gilbert, Deschambault                                                                        | Route Proulx indiqué en direction est, Deschambault indiqué en direction ouest |
| Portneuf                                                        | Portneuf                            | 276,20              | 261 | Portneuf | |
| Portneuf                                                        | Cap-Santé                           | 284,50              | 269 | R-358 – Saint-Basile, Cap-Santé                                                                                   | |
| Portneuf                                                        | Donnacona                           | 289,20              | 274 | Donnacona | |
| Portneuf                                                        | Neuville                            | 296,40              | 281 | R-365 – Pont-Rouge, Saint-Raymond, Neuville                                                                       | Indiqué sortie 281-N (nord) et 281-S (sud) en direction ouest |
| Portneuf                                                        | Neuville                            | 300,00              | 285 | Route Gravel – Neuville                                                                                           | |
| Québec                                                          | Saint-Augustin-de-Desmaures         | 304,80              | Aire de service de Cap-de-Pierre (direction est)                                                                  | Aire de service de Cap-de-Pierre (direction est)                                                                  | Aire de service de Cap-de-Pierre (direction est) |
| Québec                                                          | Saint-Augustin-de-Desmaures         | 310,20              | 295 | R-367 (Route de Fossambault) – Sainte-Catherine-de-la-Jacques-Cartier, Saint-Augustin-de-Desmaures                | Saint-Augustin-de-Desmaures indiqué en direction est seulement |
| Québec                                                          | Saint-Augustin-de-Desmaures         | 314,40              | 298 | R-138 – Saint-Augustin-de-Desmaures, Boulevard Wilfrid-Hamel                                                      | Indiqué sortie 298-O (ouest) et 298-E (est) |
| Québec                                                          | Saint-Augustin-de-Desmaures         | 316,50              | 300 | Chemin du Lac | |
| Québec                                                          | Québec                              | 318,80              | 302 | Route Jean-Gauvin                                                                                                 | |
| Québec                                                          | Québec                              | 320,30              | 304 | Avenue Le Gendre                                                                                                  | |
| Québec                                                          | Québec                              | 321,40–322,50       | 305 | A-540 (Autoroute Duplessis) vers A-20 – Aéroport Jean-Lesage, Pont Pierre-Laporte, L'Ancienne-Lorette             | Indiqué sortie 305-S (sud) et 305-N (nord); sortie 3 de l'A-540 |
| Québec                                                          | Québec                              | 323,00              | 306 | Avenue Blaise-Pascal                                                                                              | |
| Québec                                                          | Québec                              | 323,60–324,50       | 307 | A-73 sud (Autoroute Henri-IV) vers A-20 – Pont Pierre-Laporte                                                     | Terminus ouest du multiplex avec l'A-73; indiqué sortie 307-S (sud) et 307-N (nord) en direction est; indiqué sortie 139-O (ouest) et 139-E (est) en direction est; sortie 139 de l'A-73; sortie 4 de l'A‑440; les numéros de sortie suivent ceux de l'A-73 |
| Québec                                                          | Québec                              | 323,60–324,50       | 139 | A-440 (Autoroute Charest) – Québec (Centre-ville)                                                                 | Terminus ouest du multiplex avec l'A-73; indiqué sortie 307-S (sud) et 307-N (nord) en direction est; indiqué sortie 139-O (ouest) et 139-E (est) en direction est; sortie 139 de l'A-73; sortie 4 de l'A‑440; les numéros de sortie suivent ceux de l'A-73 |
| Québec                                                          | Québec                              | 324,80              | 140 | Rue Einstein | |
| Québec                                                          | Québec                              | 326,10              | 141 | R-138 (Boulevard Wilfrid-Hamel)                                                                                   | |
| Québec                                                          | Québec                              | 327,00–327,60       | 142 | A-573 nord (Autoroute Henri-IV) – Shannon                                                                         | Autoroute Henri-IV suit l'A-573; l'A-40 / A-73 devient Autoroute Félix Leclerc; indiqué sortie 142 en direction est et sortie 307 en direction ouest; les numéros de sortie sont ceux de l'A-40; sortie 1 de l'A-573                                        |
| Québec                                                          | Québec                              | 327,00–327,60       | 307 | A-573 nord (Autoroute Henri-IV) – Shannon                                                                         | Autoroute Henri-IV suit l'A-573; l'A-40 / A-73 devient Autoroute Félix Leclerc; indiqué sortie 142 en direction est et sortie 307 en direction ouest; les numéros de sortie sont ceux de l'A-40; sortie 1 de l'A-573                                        |
| Québec                                                          | Québec                              | 328,00              | 308 | Boulevard Masson / Boulevard de l'Ormière / Rue Armand-Viau                                                       | Rue Armand-Viau indiqué en direction ouest seulement |
| Québec                                                          | Québec                              | 329,20–330,90       | 310 | A-740 (Autoroute Robert-Bourassa) / Boulevard Saint-Jacques                                                       | Sortie 9 de l'A-740 |
| Québec                                                          | Québec                              | 331,70–332,40       | 312 | R-358 (Boulevard Pierre-Bertrand)                                                                                 | Indiqué sortie 312-S (sud) et 312-N (nord) |
| Québec                                                          | Québec                              | 332,90–333,90       | 313 | A-73 nord / A-973 sud / R-175 – Saguenay, Alma, Québec (Centre-ville)                                             | Terminus est du multiplex avec l'A-73; indiqué sortie 313-N (nord) et 313-S (sud); sortie 148 de l'A-73 |
| Québec                                                          | Québec                              | 334,60              | 315 | 1ère Avenue | |
| Québec                                                          | Québec                              | 335,60              | 316 | Boulevard Henri-Bourassa                                                                                          | |
| Québec                                                          | Québec                              | 337,50              | 318 | Avenue du Bourg-Royal                                                                                             | |
| Québec                                                          | Québec                              | 338,50              | 319 | Avenue Saint-David                                                                                                | |
| Québec                                                          | Québec                              | 339,80              | 320 | Rue Seigneuriale                                                                                                  | |
| Québec                                                          | Québec                              | 341,10              | 321 | Boulevard Raymond / Rue Labelle – Sainte-Brigitte-de-Laval                                                        | |
| Québec                                                          | Québec                              | 342,40              | 322 | Boulevard des Chutes                                                                                              | |
| Québec                                                          | Québec                              | 343,30              | 323 | A-440 ouest (Autoroute Dufferin-Montmorency) – Québec (Centre-ville)                                              | Sortie 29 de l'A-440 |
| Québec                                                          | Québec                              | 345,30              | 325 | R-138 ouest (Boulevard Sainte-Anne) / R-368 sud – Île d'Orléans                                                   | |
| Québec                                                          | Québec                              | 345,30              | — | R-138 est – Sainte-Anne-de-Beaupré                                                                                | Terminus de l'A-40; la route se poursuit comme R-138 |
| - Terminus de multiplex - Accès incomplet - Transition de route |                                     |                     | | | |